# Budynek Dąbrowskiego 8 w Bydgoszczy

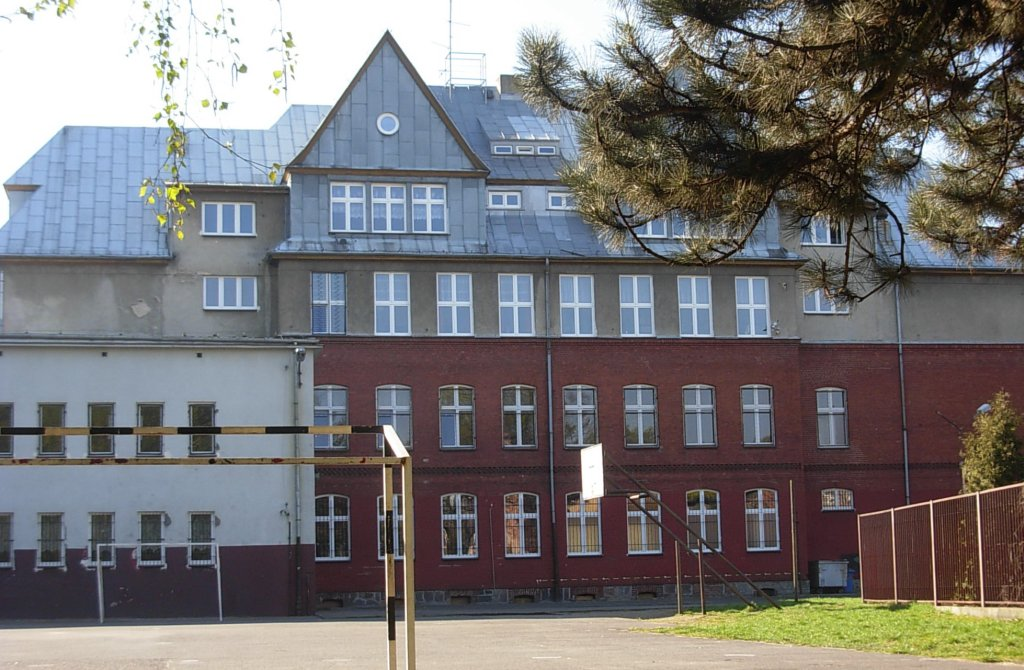
Podział budynku na ceglaną-starszą z 1894 r. i tynkowaną-młodszą z 1913 r.

Budynek Dąbrowskiego 8 w Bydgoszczy – zabytkowy budynek oświatowy w Bydgoszczy, od 1894 r. służący szkołom powszechnym.

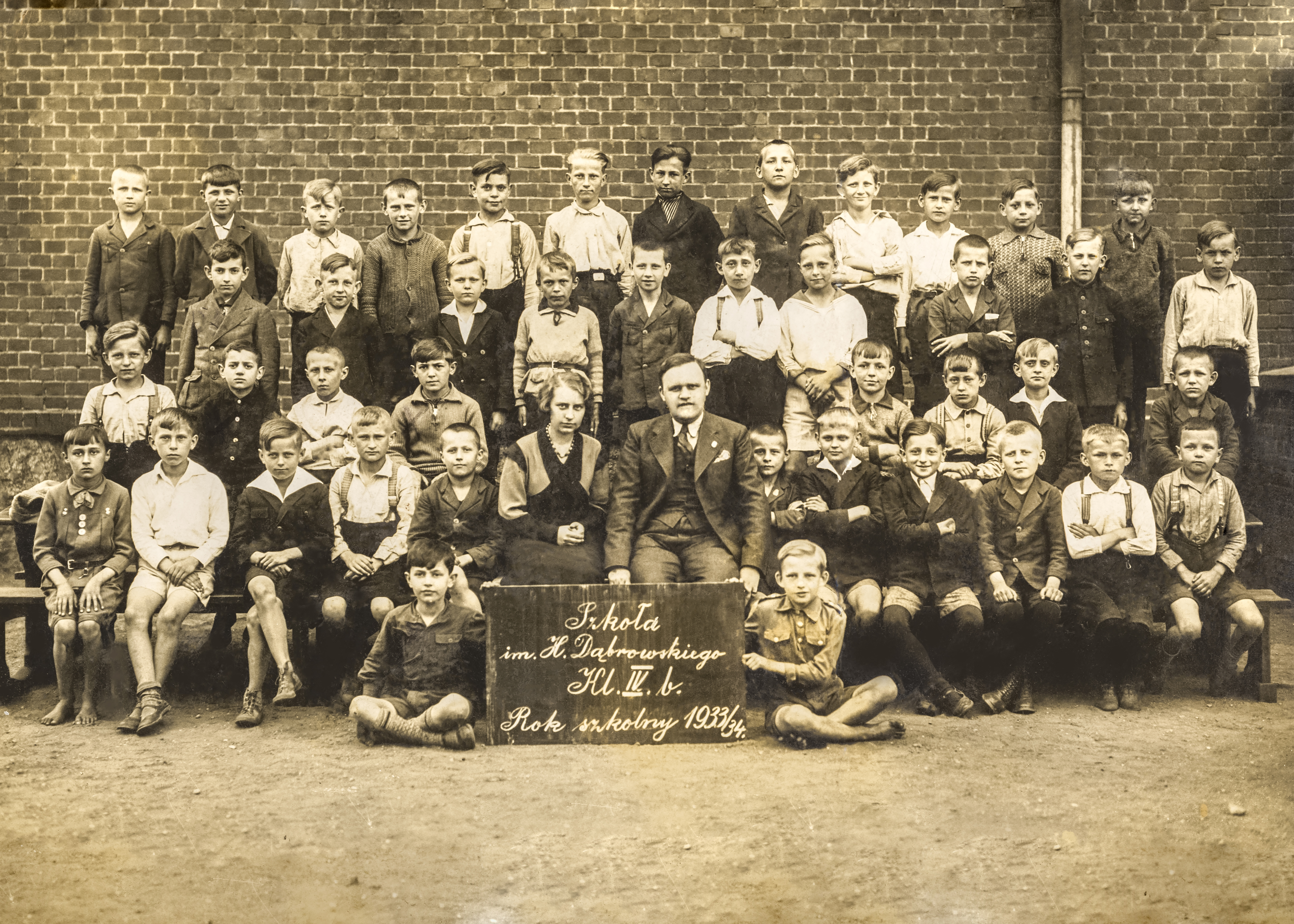
H Dabrowski School, Bydgoszcz. School Year 1933-34

## Położenie
Budynek znajduje się na osiedlu Szwederowo, w sąsiedztwie parku im. gen. Henryka Dąbrowskiego.

## Historia

### Okres pruski
Budynek szkolny położony jest na terenie dawnego folwarku Gorzyszkowo, połączonego ze Szwederowem w jedną gminę. Pierwotnie istniała tu od 1828 r. płatna szkoła prywatna prowadzona przez Dawida Retzlaffa. Właściciel ze swego własnego dochodu pokrywał dzierżawę izby lekcyjnej i pomocy szkolnej.
Była to wówczas jedna z najliczniej uczęszczanych szkół prywatnych z liczbą ok. 90 uczniów. Mimo tego sprawozdanie z 1829 r. wskazywało, że dzieci z Gorzyszkowa, Nowego Dworu, Szwederowa i Bielic w większości pozostają bez nauki szkolnej.
W latach 30. XIX w. przystąpiono do budowy ewangelickiej szkoły gminnej. Plac budowlany ofiarował dzierżawca Gorzyszkowa, referendarz rejencji bydgoskiej Adler. Projekt budowy sporządził inspektor budowlany Kienitz. W 1839 r. zamieniono posiadaną nieruchomość na tę, na której stoi obecna szkoła. W latach 1842–1846 wybudowano tu budynek szkolny również zaprojektowany przez Kienitza. Koszt budowy wyniósł 1124 talary pruskie. Pierwszym nauczycielem był Franz Schmidt. Do szkoły uczęszczało prawie 200 dzieci ewangelickich z  Gorzyszkowa, Nowego Dworu, Szwederowa, Biedaszkowa i Wilczaka.
Rozwój zaludnienia gminy podmiejskiej spowodował, że już w 1850 r. budynek był za mały w stosunku do potrzeb. Po powstaniu szkół w sąsiednich gminach, przerzucono część dzieci do tych szkół, a w 1875 r. utworzono wspólne szkoły dla wszystkich dzieci okręgu szkolnego. 
W 1876 r. właściciel cegielni Volkmann wybudował na własny koszt nowy, obszerniejszy budynek szkolny, położony 50 kroków od starego budynku i wydzierżawił go gminie na potrzeby szkoły. W 1889 r. uczyło się w nim 588 dzieci w sześciu klasach.
Projekt kolejnego, obszerniejszego (10-klasowego) budynku szkolnego pochodzi z 1890 r. Jego autorem był powiatowy inspektor budowlany Muttray. Budowę zrealizowano w 1894 r. kosztem 64 tys. marek. Mimo tego już w 1898 r. brakowało pomieszczeń dla rozrastającej się w szybkim tempie społeczności uczniów. W tej sytuacji dokonano kolejnej rozbudowy budynku w 1901 r. W latach 1912–1913 szkoła została gruntownie przebudowana (nadbudowana) do dzisiejszego stanu.
W szkole krzewiono poszanowanie dla tradycji pruskiej oraz czczono osobę monarchy. 
W marcu 1897 r. szkoła brała udział w uroczystościach z okazji setnej rocznicy urodzin cesarza niemieckiego. Na dziedzińcu zasadzono jako trwały pomnik uroczystości dąb pamięci cesarza Wilhelma I.

### Okres międzywojenny
W 1920 r. gmina Szwederowo została przyłączona do miasta Bydgoszczy, w granicach odrodzonego państwa polskiego. 4 lutego 1920 roku uroczyście otwarto polską, siedmioklasową szkołę powszechną. Początkowo uczyło się w niej 950 uczniów w 21 klasach. Kierownikiem szkoły został nauczyciel Władysław Lange. W okresie międzywojennym uczono następujących przedmiotów: religii, języka polskiego, języka niemieckiego, rachunków z geometrią, przyrody, fizyki, chemii, geografii, historii, rysunków, robót ręcznych, śpiewu i ćwiczeń cielesnych. Od 1926 r. nazwa placówki brzmiała: Publiczna Szkoła Powszechna stopnia trzeciego im J.H. Dąbrowskiego nr XI w Bydgoszczy. Pełny rozkwit szkoła osiągnęła w latach 30. XX w.

### Okres okupacji
W okresie okupacji hitlerowskiej w budynku mieściła się niemiecka szkoła powszechna męska dla młodzieży polskiej i „Polaków zniemczonych”. Szkoła miała wychowywać młodzież w duchu nazistowskiego militaryzmu. W piwnicach mieścił się magazyn wyposażenia obrony przeciwlotniczej. Pod koniec II wojny światowej w budynku umieszczono wojskową izbę szpitalną.

### Okres powojenny
W lutym 1945 r. rozpoczęto zajęcia w polskiej szkole podstawowej. Początkowo uczyło się w niej 600 uczniów po kierownictwem 16 nauczycieli. W 1946 r., po zmianie numeracji szkół, placówka otrzymała numer 11. 29 października 1986 r. odsłonięto tablicę pamiątkową poświęcona Sewerynowi Sobeckiemu, nauczycielowi szkoły zamordowanemu przez hitlerowców w Dolinie Śmierci. W 1996 r. szkoła objęła patronat nad obeliskiem ku czci gen. Dąbrowskiego, odsłoniętym w parku na Wzgórzu Dąbrowskiego. 
W 1999 r. zgodnie z ustawą o reformie szkolnej utworzono w budynku Gimnazjum nr 22, natomiast Szkoła Podstawowa nr 11 im. gen. J.H. Dąbrowskiego przestała istnieć z dniem 1 września 2004 roku.
W 2017 gimnazjum zostało zlikwidowane, a w 2018 budynek zakupiła wynajmującą go do tej pory prywatna szkoła.

## Architektura
Budynek został wzniesiony w stylu historyzującym. Jest podpiwniczony, dwupiętrowy z poddaszem użytkowym, nakryty dachem czterospadowym. Od frontu i w elewacji tylnej znajdują się dwa symetryczne ryzality. Część nadbudowana w 1912 r. posiada tynkowaną elewację w odróżnieniu od ceglanej na dwu najniższych kondygnacjach.